# Vessiegonsk
Vessiegonsk (en russe : Весьего́нск) est une ville de l'oblast de Tver, en Russie, et le centre administratif du raïon de Vessiegonsk. Sa population s'élevait à 6 625 habitants en 2014.

## Géographie
Vessiegonsk est située au bord du réservoir de Rybinsk, sur la Volga, à 215 km à l'est de Tver.

## Histoire
En 1939, la ville a été partiellement submergée par la mise en eau du réservoir de Rybinsk, le reste de la localité obtenant le statut de commune urbaine. Vessiegonsk a le statut de ville depuis 1953.

## Population
Recensements (*) ou estimations de la population
| 1856  | 1897* | 1917  | 1923* | 1926* |
| ----- | ----- | ----- | ----- | ----- |
| 2 947 | 3 457 | 3 557 | 4 639 | 3 988 |

| 1931  | 1939* | 1959* | 1970* | 1979* |
| ----- | ----- | ----- | ----- | ----- |
| 4 100 | 5 874 | 6 784 | 8 428 | 8 848 |

| 1989* | 2002* | 2010* | 2013  | 2014  |
| ----- | ----- | ----- | ----- | ----- |
| 9 574 | 8 662 | 7 329 | 6 868 | 6 625 |